# Le montagne blu
Le montagne blu (Tsisperi mtebi anu daujerebeli ambavi) è un film del 1983 diretto da Eldar Šengelaja.

## Trama
Lo scrittore Soso ha appena terminato il suo ultimo romanzo, intitolato Le montagne blu e si reca, provvisto di una decina di copie del manoscritto, dall'editore, sperando in una pubblicazione. Arrivato in sede, Soso consegna le copie ai vari redattori, segretari e al direttore, ma nel palazzo - alquanto decrepito e vicino al crollo - tutti quanti sembrano essere occupati in altre faccende; c'è chi litiga con i colleghi, chi gioca a scacchi, chi è impegnato a lamentarsi del basso stipendio, chi si intrattiene in compiti extralavorativi, chi fa notare agli altri alcune crepe sul soffitto.
Le varie copie del romanzo passano di mano in mano per diversi giorni ma senza che qualcuno riesca neppure a dargli un'occhiata; il giorno in cui il direttore e il resto dello staff si riuniscono per valutare il manoscritto. Non avendolo letto, si limitano a dire che il titolo è bello. Subito dopo la riunione, il palazzo frana rovinosamente; tutti si mettono in salvo e Soso, sconsolato, decide di rivolgersi ad un'altra casa editrice, ma ad attenderlo ci saranno gli stessi identici problemi...

## Distribuzione
Il film è stato presentato al Festival di Cannes 1985 nella sezione Quinzaine des Réalisateurs.

## Accoglienza

### Critica
(Commento del Dizionario Morandini che assegna al film tre stelle su cinque di giudizio.)
Il Dizionario Farinotti assegna al film tre stelle su cinque.